# پروژه پروموت (توانمندسازی زنان در افغانستان)
پروژه پروموت (به انگلیسی: PROMOTE) یکی از بزرگ‌ترین برنامه‌های USAID برای توانمندسازی زنان در افغانستان بود که از سال ۲۰۱۵ تا ۲۰۲۰ اجرا شد. این پروژه با بودجهٔ بیش از ۲۱۶ میلیون دلار و با هدف حمایت از ۷۵٬۰۰۰ زن افغان در حوزه‌های رهبری، اشتغال، جامعه مدنی و حکمرانی طراحی شده بود. اداره بازرسی امریکا ویژه بازسازی افغانستان (SIGAR) در ۲۰۱۸ اعلام کرد این پروژه ناکام بوده، در حالی که بزرگترین برنامه آژانس توسعه برای زنان در جهان بود.

## مؤلفه‌ها
پروژهٔ پروموت دارای چهار مؤلفهٔ اصلی بود که هر یک توسط پیمان‌کاران بین‌المللی اجرا می‌شد:
- رهبری زنان (WLD): از طریق برنامه‌های «جوانان» و «رویش»، بیش از ۲۰٬۰۰۰ زن در زمینه‌های مهارت‌های فردی، رهبری و مشارکت اجتماعی آموزش دیدند.[۲]

- زنان در دولت (WIG): این مؤلفه با هدف جذب زنان تحصیل‌کرده به بخش خدمات ملکی/غیرنظامی افغانستان اجرا شد و بیش از ۳٬۰۰۰ زن را در برنامه‌های کارآموزی شرکت داد. با این حال، تا سپتامبر ۲۰۱۷ تنها ۵۵ نفر به استخدام رسمی و تمام وقت دولت درآمدند.[۳]

- زنان در اقتصاد (WIE): هدف این مؤلفه، ارتقاء مشارکت اقتصادی زنان و افزایش فرصت‌های شغلی بود. اما تغییر در شاخص‌ها و تمرکز بر برنامه‌های موقت اشتغال، اثربخشی آن را محدود کرد.[۴]

- ائتلاف‌های مدنی زنان (Musharikat): این بخش شبکه‌ای از فعالان حقوق زن را در ۳۴ ولایت افغانستان برای پیگیری اصلاحات جنسیتی گرد هم آورد.[۵]

## دستاوردها
USAID اعلام کرد که پروموت توانسته است به بیش از ۵۰٬۰۰۰ زن خدمات آموزشی، شغلی یا اجتماعی ارائه دهد. در برنامهٔ WLD، بیش از ۲۰٬۸۰۰ زن در دوره‌ها شرکت کردند. همچنین در مؤلفهٔ WIE، بیش از ۱۲٬۵۰۰ شغل ایجاد یا بهبود یافته گزارش شد.
اما بررسی‌ها نشان داد که بسیاری از شاخص‌های اولیه حذف یا تغییر کرده‌اند: از ۷۸ شاخص عملکردی، ۲۳ مورد حذف، ۳۲ مورد تغییر و ۱۳ شاخص جدید اضافه شده است.

## انتقادات
بازرس ویژه آمریکا برای بازسازی افغانستان (SIGAR) در گزارشی رسمی اعلام کرد که پس از سه سال و صرف نزدیک به ۹۰ میلیون دلار، USAID هیچ‌گونه ارزیابی جامع از میزان موفقیت برنامه انجام نداده است. در این گزارش همچنین تأکید شده‌است که:
- USAID سامانهٔ قابل اتکایی برای جمع‌آوری و تحلیل داده‌های پروموت در اختیار نداشت.[۹]
- ارزیابی سال ۲۰۱۴ دربارهٔ پایداری مالی دولت افغانستان برای ادامه پروژه، فاقد پشتوانه واقعی بوده‌است.[۱۰]
- شرکت DAI هشدار داده بود که پروژه به یک برنامهٔ موقتی برای اشتغال تبدیل شده و از اهداف بلندمدت فاصله گرفته‌است.[۱۱] برخی منتقدان پروژه را نمونه‌ای از ناکارآمدی برنامه‌های بین‌المللی در افغانستان دانستند که بدون توجه به ظرفیت‌های بومی و ساختارهای واقعی اجتماعی اجرا شده‌اند.[۱۲]